# Mascarada (novela)
Mascarada es la decimoctava novela de la saga de Mundodisco, de Terry Pratchett, escrita en 1995. En esta, las brujas Yaya Ceravieja y Tata Ogg viajan a Ankh-Morpork por dos temas, las regalías del libro de cocina de Tata Ogg, y de paso para ver como está Agnes Nitt asentada en su nuevo trabajo en la Casa de la Ópera de la ciudad. Basada principalmente en el musical de Andrew Lloyd Webber de El fantasma de la ópera

## Argumento
La historia comienza cuando Agnes Nitt deja Lancre para comenzar su carrera en la Casa de Ópera. Las brujas deciden ir a Ankh-Morpork, para ver el tema del dinero de la publicación del libro de Tata Ogg, y de paso ver como se encuentra asentada Agnes en la ciudad, y bajo ninguna circunstancia van para convencerla de que sea la tercera bruja del aquelarre ahora que Magrat Ajostiernos está dedicada 100% a su nueva hija. 
Agnes es contratada en la opera, al mismo tiempo que Christine, una joven que no sabe cantar, pero que tiene muy buen aspecto y algunas conexiones. Agnes tiene una voz impresionante, con un registro de voz supremo, tanto que es capaz de hablar con las voces de otras personas, y hacerlas hablar en donde ella quiere que se escuche la voz. Así que la contratan inmediatamente, pero la hacen cantar para que cante por la voz de Christine, sin decirle a esta que su voz es suplantada. 
Mientras, la Casa de la ópera esta embrujada por un fantasma, que no se termina de saber si quiere ayudar al teatro o destruirlo. El fantasma es una presencia conocida y aceptada en la Ópera, hasta que un asesinato toma lugar, y todas las pistas apuntan al Fantasma de la Ópera.

## Personajes

### Agnes Nitt
Agnes Nitt, bajo el nombre artístico de Perdita X Nitt, entra en el teatro, y termina como la voz de Christine. 

### Yaya Ceravieja
Yaya Ceravieja acompaña a Tata Ogg a ver el tema de las regalías de su libro, y casualmente (absolutamente, no va para esto como motivación principal) va a ver como se está manejando Agnes en la gran ciudad.

### Tata Ogg
Tata Ogg va a la ciudad primariamente a ver como le va a Agnes en la ciudad, y de paso a ver el tema de las regalías de su libro, publicados por los editores del Almanak. 

### Walter Plinge
Walter Plinge es un seudónimo genérico utilizado a menudo en el mundo del teatro por un actor que tiene dos papeles diferentes en la misma obra. En esta novela, es el no-muy-brillante y nene-de-mama encargado de hacer todas las tareas "sucias" del teatro, desde limpiar los pisos, a poner los carteles en la calle. 

### Christine
Una joven bonita, sin ningún talento para el canto, pero debido a que el padre de esta le presto al Sr. Seldom Balde algo de dinero para comprar la Ópera, hizo una paternal y sentida solicitud de consideración por su hija para que sea tomada en cuenta en las audiciones (más literalmente, "No me obligue a romperle las piernas"). 

### Salzella
El director musical del teatro, cínico y detallista, es el alma de las obras que se interpretan en la ópera, y está en el detalle administrativo. 

### Sr. Seldom Balde
El flamante dueño de la Casa de la Ópera, un antiguo fabricante de Quesos en Quirm, quien compró la Opera por bastante dinero, y no tiene mucha idea de lo que se necesita para mantener corriendo a la Ópera, pase lo que pase.

### Dr. Undershaft
El maestro del coro, una persona que hace su trabajo delicadamente, y que le toma un cariño especial a Agnes, debido a sus dotes extraordinarias de cantante.

## Otras Traducciones
| - Маскарад (Búlgaro) - Maškaráda (Checo) - Maskerade (Holandés) - Maskeraad (Estonio) | - Naamiohuvit (Finlandés) - Masquerade (Francés) - Mummenschanz (Alemán) - Maskarada (Polaco) | - Mascarado (Portugués) - Маcкарад (Ruso) - Мaskarada (Serbio) - Masker (Suizo) |

- Datos: Q2357235